# Bahnhof Dorndorf (Rhön)
Der Bahnhof Dorndorf (Rhön) liegt an der Bahnstrecke Bad Salzungen–Unterbreizbach im Wartburgkreis in Thüringen und war bis Ende der 1990er Jahre Trennungsbahnhof zur dort abzweigenden Feldabahn nach Kaltennordheim. Er liegt im Ortsteil Dorndorf der Krayenberggemeinde.

## Geschichte
Am 1. Juni 1879 wurde die Bahnstrecke von Salzungen über Dorndorf nach Lengsfeld als erste Meterspurstrecke für den öffentlichen Verkehr in Deutschland eröffnet. Noch im selben Jahr wurde von Dorndorf ein Abzweig nach Vacha für den Verkehr freigegeben. 
Als gegen Ende des 19. Jahrhunderts im Werra- und Feldatal umfangreiche Kalivorkommen erschlossen wurden, erlangte die Schmalspurbahn große Bedeutung beim Aufbau der Schachtanlagen und Abtransport der geförderten Produkte. Aus Kapazitätsgründen wurde der Abschnitt zwischen Vacha und Salzungen im Zuge des Baues der Werratalbahn Gerstungen–Salzungen 1906 auf Regelspur umgebaut. Zuvor hatte die Preußische Staatseisenbahn am 1. April 1904 die Betriebsführung der Strecke übernommen.
Der Abschnitt Dorndorf–Kaltennordheim blieb zunächst schmalspurig und wurde im Jahr 1934 auf Regelspur umgebaut. Von 1906 bis 1934 war Dorndorf als Spurwechselbahnhof konzipiert. Das bei Springen gelegene Kaliwerk Springen wurde über die Gleisanlagen des Bahnhofes Dorndorf hinweg mit einer Materialseilbahn an das unmittelbar südlich des Bahnhofes entstandene Kaliwerk „Schacht Heiligenroda“ angebunden. Dieses Werk verfügte über eine eigene Werkbahn, die die westliche Bahnhofsausfahrt mit einer Brücke überspannte. Der letzte Schmalspurzug nach Kaltennordheim verließ den Bahnhof Dorndorf am 6. Oktober 1934.
Im Zweiten Weltkrieg blieben der Bahnhof und seine Gleisanlagen weitgehend unbeschädigt.
Mit Einstellung des Betriebes der Strecke nach Kaltennordheim 1997 und der Strecke nach Vacha 2001 endete der Bahnbetrieb im Bahnhof Dorndorf.
Seit 2011 findet auf der Strecke nach Vacha wieder eingeschränkter Güterverkehr statt; im Jahr 2013 legte ein ortsansässiges Holzunternehmen ein neues Anschlussgleis vom Bahnhof Dorndorf zu seinem westlich des Ortes gelegenen Betrieb.

## Gleisnetz
Als Schmalspurbahnhof hatte der Bahnhof Dorndorf drei Durchgangsgleise und ein Ladegleis mit Rampe. An der westlichen Bahnhofsausfahrt zweigte die Strecke nach Kaltennordheim direkt von der Strecke nach Vacha ab.
Eine wesentliche Erweiterung erfuhr der Bahnhof 1905, als der Umbau der Strecke Salzungen–Vacha auf Regelspur begann. Mehrere regelspurige Durchgangsgleise wurden verlegt, hinzu kam eine neue Ladestraße an der Chaussee nach Bad Salzungen (heutige Bundesstraße 62) und südlich umfangreiche meterspurige Gleisanlagen als neuer Endpunkt der Schmalspurbahn nach Kaltennordheim. Überladegleise, ein Überladekran und eine Überladerampe machten die Umladung von Gütern zwischen Schmal- und Regelspurbahn möglich. Vor den neu errichteten Empfangsgebäuden wurde ein großzügiger Bahnsteig für den Personenverkehr errichtet. An der westlichen Ausfahrt führten die Gleise nach Vacha und das Gleis nach Kaltennordheim nun getrennt aus dem Bahnhof heraus.
Ein weiterer Umbau des Gleisnetzes erfolgte 1934 mit der Neutrassierung der Feldabahn in Regelspur. 

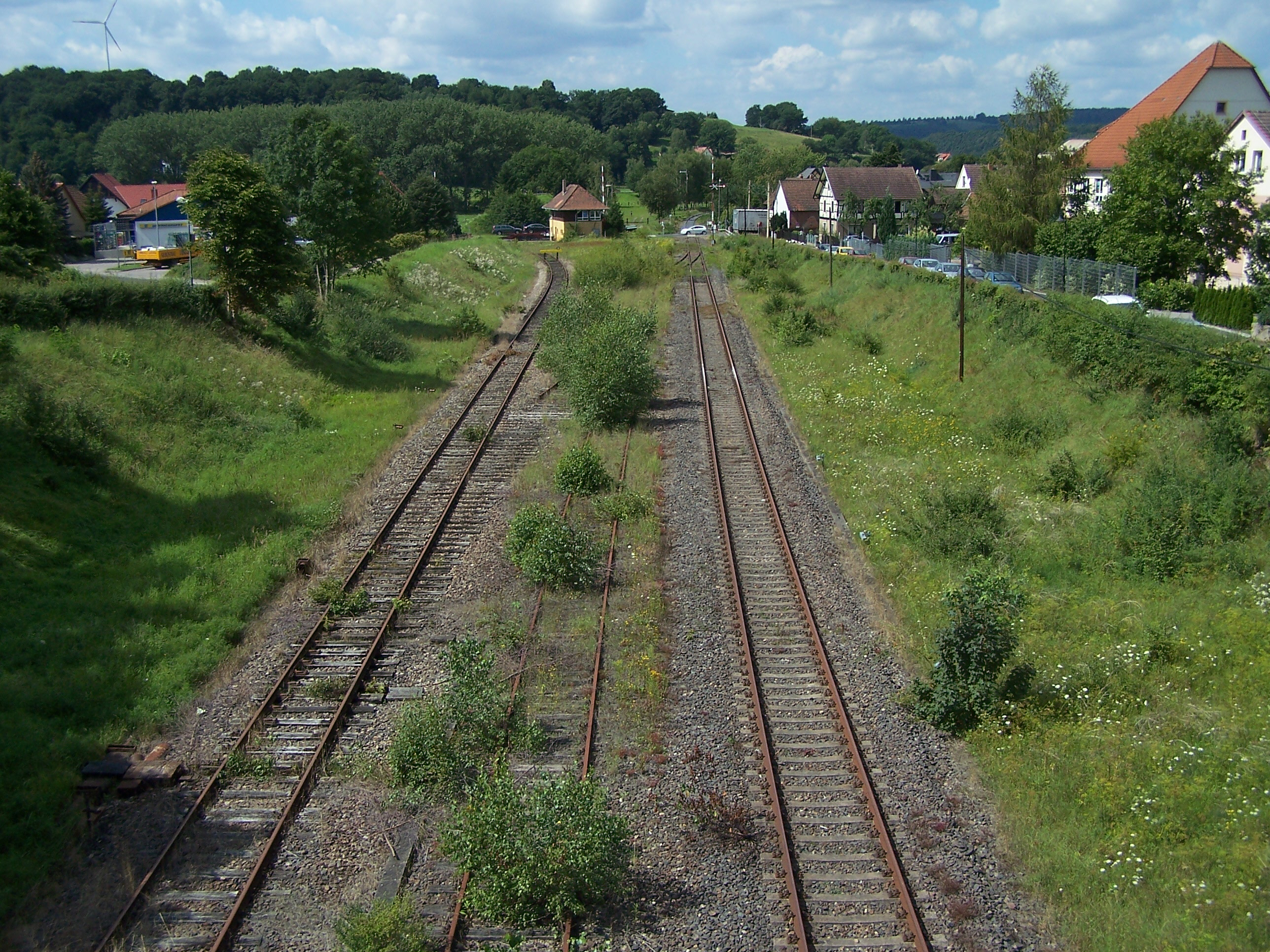
Ausfahrt Dorndorf Richtung Westen: links auf dem Hang: Werkbahn (demontiert), Mitte: Feldabahn, rechts: nach Vacha
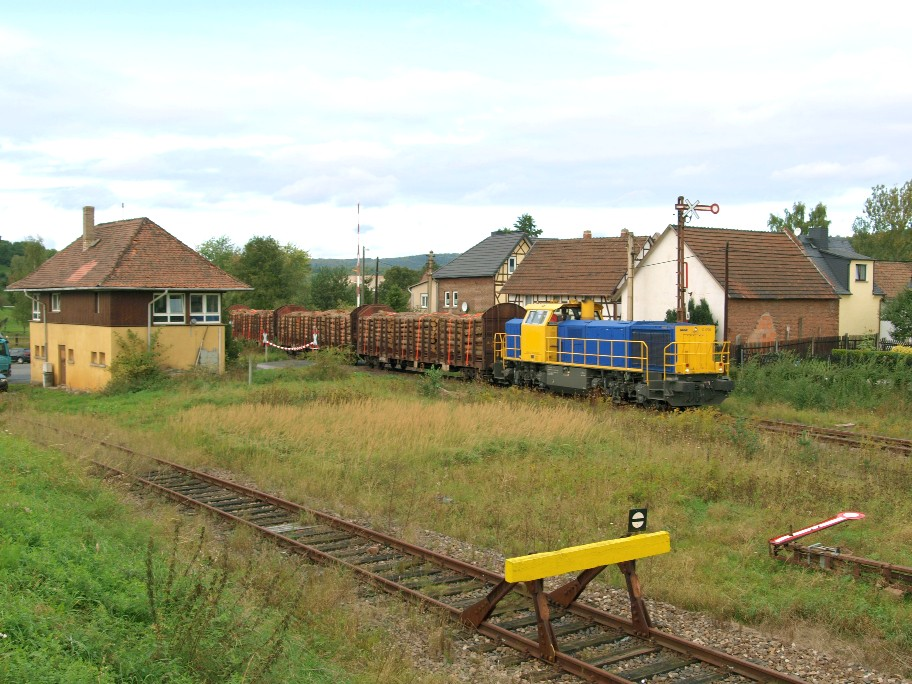
Bahnhof Dorndorf, westliche Ausfahrt mit Bahnübergang (2011), vorn das Gleis der Feldabahn

## Empfangsgebäude
Das erste Empfangsgebäude der Schmalspurbahn befand sich auf Höhe der bis heute vorhandenen Laderampe. Hinzu kamen ein Güterschuppen und ein Abortgebäude. 
Mit dem Umbau der Strecke Salzungen–Vacha und der Erweiterung des Bahnhofs wurde weiter östlich das neue Empfangsgebäude errichtet, welches bis heute Bestand hat. Das alte Empfangsgebäude der Schmalspurbahn wurde zum Wohnhaus umgenutzt.